# 大阪産業大学ラグビー部
大阪産業大学体育会ラグビー部（おおさかさんぎょうだいがくたいいくかいラグビーぶ、Osaka Sangyo Univ Rugby Football Club）は、関西大学ラグビーリーグ戦のBリーグに所属する大阪産業大学のラグビー部。

## 歴史
2008年度の入替戦で近畿大学を24-17で降し、2009年度シーズンでは、初のAグループへの昇格となった。しかし、Aグループでは振るわず、シーズンを8位で終了することになり、入替戦で前年は勝利した近畿大学に69-10で敗れ、わずか1年でBグループへの降格が決まった。

## 主な在籍選手
- 石川海翔（主将、CTB / 大阪産大附属高）
- 西山光太郎（副将、FL / 天理高）
- 宮内慶大（副将、PR / 東福岡高）

## かつて在籍した選手
- 金栄釱キム・ヨンデ（FL、近鉄→ホンダ→リコー→NTTドコモ、江の川高出身）
- タウモエペアウ・シリベヌシ（CTB、六甲クラブ→トヨタ→豊田自動織機、トンガカレッジ出身）
- トゥクフカ・トネ（CTB、秋田ノーザンブレッツ→コカ・コーラ→NTTコミュニケーションズ、トンガカレッジ出身）
- 山本将太（CTB・FB、釜石→六甲クラブ→ヤマハ発動機、大阪桐蔭高出身）
- レバ・フィフィタ（LO、トンガ代表、FCグルノーブル→コナート）